# 4 tháng 6
Ngày 4 tháng 6 là ngày thứ 155 (156 trong năm nhuận) trong lịch Gregory. Còn 210 ngày trong năm.

## Sự kiện
- 781 Trước Công nguyên – Vụ Nhật thực đầu tiên trong lịch sử được ghi nhận tại Trung Quốc.
- 1039 – Henry III trở thành hoàng đế Đế quốc La Mã Thần thánh.
- 1615 – Thời kỳ Sengoku: Cuộc vây hãm Osaka - quân lính dưới quyền shogun Tokugawa Ieyasu chiếm lâu đài Osaka.
- 1745 – Cuộc chiến tranh Silesia lần thứ hai: Nhà vua nước Phổ Friedrich II Đại Đế đập tan tác liên quân Áo-Sachsen trong trận chiến tại Hohenfriedeberg.
- 1769 – Sao Kim đi ngang qua mặt trời 5 giờ đồng hồ sau một vụ nhật thực toàn phần, khoảng thời gian ngắn nhất trong lịch sử.
- 1783 – Anh em nhà Montgolfier cho ra mắt công chúng montgolfière của họ (khí cầu khí nóng).
- 1792 – Thuyền trưởng George Vancouver khẳng định chủ quyền của Vương quốc Anh đối với vịnh Puget Sound.
- 1794 – Lính Anh chiếm Port-au-Prince tại Haiti.
- 1802 – Đau đớn vì cái chết của người vợ là Marie Clotilde của Pháp, vua Charles Emmanuel IV của Sardinia thoái vị và nhường ngôi cho em là Victor Emmanuel.
- 1812 – Sau khi Louisiana chính thức trở thành tiểu bang Hoa Kỳ, Lãnh thổ Louisiana được đổi tên thành Lãnh thổ Missouri.
- 1859 – Chiến tranh Độc lập Ý: Trong Trận Magenta, quân Pháp do Louis-Napoleon chỉ huy đã đánh bại quân Áo.
- 1862 – Nội chiến Hoa Kỳ: Nam quân rút khỏi Pháo đài Pillow trên sông Mississippi, để cho Bắc quân chiếm Memphis, Tennessee.
- 1876 – Tàu lửa tốc hành mang tên Transcontinental Express đến San Francisco, California, qua con đường xe lửa xuyên lục địa đầu tiên ở Bắc Mỹ mất chỉ 83 giờ và 39 phút sau khi rời thành phố New York.
- 1878 – Hiệp ước đảo Síp: Đế quốc Ottoman Empire nhượng đảo Síp lại cho đế quốc Anh.
- 1916 - Bắt đầu Cuộc tổng tấn công của Brusilov trong Chiến tranh thế giới thứ nhất
- 1917 – Giải Pulitzer lần đầu tiên được trao: Laura E. Richards, Maude H. Elliott, và Florence Hall nhận giải ở lĩnh vực tiểu sử (viết về Julia Ward Howe). Jean Jules Jusserand nhận giải ở lĩnh vực lịch sử, Herbert B. Swope (báoNew York World) nhận giải ở lĩnh vực báo chí.
- 1919 – Quốc hội Hoa Kỳ xác nhận Tu chính án thứ 19, bảo vệ quyền đầu phiếu của phụ nữ.
- 1920 – Hungary mất 71% lãnh thổ và 63% dân số sau khi Hòa ước Trianon được ký kết tại Paris.
- 1928 – Trương Tác Lâm, người đứng đầu tập đoàn quân phiệt Đông Bắc Trung Quốc bị đạo quân Quan Đông Nhật ám sát.
- 1939 – Holocaust: Tàu chở khách MS St. Louis, mang theo 963 người Do Thái, bị từ chối cập cảng vào Florida, Hoa Kỳ, mà trước đó cũng đã bị Cuba từ chối. Bị buộc phải trở về Châu Âu, nhiều hành khách trong số này đã chết trong các trại tập trung của Đức Quốc xã.
- 1940 – Chiến tranh thế giới thứ hai: Kết thúc Trận Dunkirk – Quân đội Anh đã di tản thành công 300.000 quân từ Dunkirk, Pháp.
- 1940 – Chiến tranh thế giới thứ hai: Lính Đức tiến vào thành phố Paris và hoàn toàn kiểm soát thành phố này 10 ngày sau đó. (14 tháng 6 năm 1940)
- 1942 – Chiến tranh thế giới thứ hai: Mở màn Trận Midway. Kết quả là 4 hàng không mẫu hạm của Nhật bị đánh chìm trong ngày này.
- 1943 – Đảo chính quân sự tại Argentina đã trục xuất Ramón Castillo.
- 1944 – Chiến tranh thế giới thứ hai: Một nhóm tàu săn tàu ngầm của Hải quân Hoa Kỳ đã chiếm được tàu ngầm Đức U-505 – lần đầu tiên hải quân Mỹ chiếm được tàu chiến đối phương kể từ thế kỷ 19.
- 1944 – Chiến tranh thế giới thứ hai: Quân đội Mỹ giành quyền kiểm soát Roma khỏi quân Đức sau 9 tháng giao tranh
- 1970 – Tonga giành lại độc lập từ tay Anh.
- 1973 – Bằng sáng chế máy ATM được cấp cho Donald Wetzel, Tom Barnes và George Chastain.
- 1979 – Jerry Rawlings lên nắm quyền tại Ghana sau cuộc đảo chính quân sự lật đổ đại tướng Fred Akuffo.
- 1986 – Jonathan Pollard nhận tội gián điệp vì đã chuyển cho Israel hàng chục nghìn trang tài liệu mật quân sự của Mỹ.
- 1989 – Ali Khamenei trở thành nhà lãnh đạo tối cao ở Iran sau khi lãnh tụ cách mạng Hồi giáo Iran Ruhollah Khomeini qua đời.
- 1989 – Kết thúc Sự kiện Thiên An Môn khi quân đoàn 27 của Quân Giải phóng Nhân dân Trung Hoa có cả xe tăng tiến vào quảng trường Thiên An Môn, Bắc Kinh đàn áp những người biểu tình.
- 1989 – Trong cuộc bầu cử dân chủ tại Ba Lan, Công Đoàn Đoàn Kết đã giành thắng lợi lớn tại nghị viện và cùng các lực lượng đối lập là Đảng Nhân dân Thống Nhất và Đảng Dân chủ đứng ra lập chính phủ liên hiệp.
- 1989 – Pháp cấm buôn bán ngà voi.
- 1989 – Tai nạn tàu hỏa Ufa: Một vụ nổ khí tự nhiên gần Ufa, Nga, giết chết 575 người do hai xe lửa tạo ra khi băng ngang một đường ống không an toàn
- 1996 – Chuyến bay đầu tiên của Ariane 5 đã phát nổ sau khoảng 20 giây. Đây là một phần của nhiệm vụ Cluster.
- 1998 – Terry Nichols bị tù chung thân do vai trò trong Vụ đánh bom tại Oklahoma.
- 2001 – Gyanendra, vua cuối cùng của Nepal, lên ngôi sau vụ thảm sát ở Cung điện Hoàng gia.

## Sinh
- 1986 – Park Yoo-chun, ca sĩ nhóm nhạc Hàn Quốc DBSK (TVXQ)
- 1704 – Benjamin Huntsman, nhà phát minh người Anh (m. 1776)
- 1738 – Vua George III của Anh (m. 1820)
- 1813 – Emil von Berger, tướng lĩnh Phổ (m. 1900)
- 1821 – Apollon Nikolayevich Maykov, nhà thơ Nga (m. 1897)
- 1844 – Nguyễn Lâm, quý tộc và danh tướng Việt Nam (m. 1873)
- 1931 – Nguyễn Tài Thu, giáo sư y học châm cứu người Việt Nam (m. 2021).
- 1975 – Angelina Jolie, diễn viên Mĩ
- 1984 – Rainie Yang, ca sĩ, diễn viên Đài Loan
- 1995 - Jun Vũ, diễn viên người Việt Nam

## Mất
- 1876 – Abdulaziz I, Hoàng đế của Đế quốc Ottoman (s. 1830)
- 1956 – Katherine MacDonald, nữ diễn viên Mỹ (s. 1881)
- 2001 – John Hartford, nhạc sĩ Mỹ (s. 1937)
- 2004 – Steve Lacy, nghệ sĩ saxophone Mỹ (s. 1934)
- 2004 – Nino Manfredi, diễn viên Ý (s. 1921)
- 2007 – Freddie Scott, ca nhạc sĩ Mỹ (s. 1933)